# Estação Queen
Queen é uma estação do metrô de Toronto, localizada na linha Yonge-University-Spadina. Localiza-se na intersecção da Yonge Street com a Queen Street. Queen não possui um terminal de ônibus/bonde integrado, e passageiros das sete linhas de superfície do do Toronto Transit Commission que conectam-se com a estação precisam de um transfer para poderem transferirem-se da linha de superfície para o metrô e vice-versa.
Pontos de interesse próximos incluem o Toronto Eaton Centre, o Nathan Phillips Square, o Toronto City Hall e o Old City Hall. O nome da estação provém da Queen Street, a principal rua leste-oeste servida pela estação.
Durante as duas décadas do metrô de Toronto, o TTC planejava construir uma linha de metrô ao longo da Queen. O TTC iniciou a construção do novo nível sob a estação existente quando a decisão de mudar a linha para a Bloor Street e a Danforth Avenue foi tomada, paralisando a construção do novo nível, que tornou-se uma passagem entre as duas plataformas laterais da estação, bem como depósito de material do TTC.